# District de Ploërmel
Le district de Ploërmel est une ancienne division territoriale française du département du Morbihan de 1790 à 1795.
Il était composé des cantons de Ploërmel, Campeneac, Caro, Guer, Loyat, Malestroit, Mauron, Neant et Sérent.